# Siwka Wojniłowska
Siwka Wojniłowska (ukr. Сівка-Войнилівська) – wieś na Ukrainie, w obwodzie iwanofrankiwskim, w rejonie kałuskim.
Na początku XX wieku tamtejsze dobra posiadał Henryk Prek.